# Gregor Schnittker
Gregor Schnittker (* 9. Oktober 1969 in Bochum) ist ein deutscher Fernsehmoderator und Autor.
Schnittker leistete nach dem Abitur den Zivildienst ab, studierte Sonderpädagogik und legte in Dortmund das Zweite Staatsexamen ab. Seit 1999 arbeitet er journalistisch und machte zunächst Praktika beim ZDF-Morgenmagazin und dem WDR Fernsehen in Dortmund. Er arbeitet bei beiden Sendern als freier Mitarbeiter, zuerst als Reporter. Er moderierte die Sendung Lokalzeit Dortmund und arbeitet daneben beim ZDF im Bereich Sport, insbesondere Fußball. Nach Büchern zum Thema Borussia Dortmund war er verantwortlich an einem Film über einen der Vereinsgründer des BVB, Franz Jacobi, beteiligt. Ein weiteres Buch (mit Co-Autor) beschäftigt sich mit der Chronik von Borussia Dortmund zum 110-jährigen Vereinsjubiläum 2019. Im April 2022 legte Schnittker eine Biografie über Eike Immel vor.

## Werke
- Revier-Derby. Schalke 04 – Borussia Dortmund: Die Geschichte einer Rivalität. Verlag die Werkstatt. Göttingen 2011 ISBN 978-3-89533-818-2
- "Unser ganzes Leben". Die Fans des BVB. Verlag die Werkstatt. Göttingen 2013 ISBN 978-3-73070-014-3
- Die Helden von 66. Erster deutscher Europapokal-Sieger Borussia Dortmund. Verlag die Werkstatt. Göttingen 2016 ISBN 978-3-7307-0250-5
- Heja! – Borussia Dortmund in Bildern. Verlag die Werkstatt. Göttingen 2018 ISBN 978-3-7307-0343-4
- BVB 09: Die Chronik. Verlag die Werkstatt. Göttingen 2019 ISBN 978-3730704684
- Eike Immel: Die Biografie. Verlag die Werkstatt. Göttingen 2022 ISBN 978-3-7307-0599-5